# Meher Baba
Meher Baba, nato Merwan Sheriar Irani (Pune, 25 febbraio 1894 – Ahmednagar, 31 gennaio 1969), è stato un maestro spirituale indiano.

## Biografia
Merwan Sheriar Irani trascorse un'infanzia normale. Suo padre, Sheriar Irani, era un fervido cercatore di Dio. Merwan frequentò dapprima la St. Vincent's Christian High School e poi l'Università del Deccan, ambedue a Pune. Nel 1913, mentre era ancora all'università, un breve incontro con Hazrat Babajan, un'anziana santa musulmana, considerata una dei cinque Maestri Perfetti dell'epoca, diede inizio al suo processo spirituale di trasformazione. Contattò in seguito quelli che lui chiamò gli altri quattro Maestri Perfetti. Nei sette anni successivi, prima di iniziare il suo lavoro pubblico, completò la sua formazione spirituale con Upasni Maharaj, uno dei cinque Maestri.
Nel 1921 cominciò a radunare i suoi primi discepoli, che gli diedero il nome di Meher Baba, che significa «Padre Compassionevole». Egli fondò in seguito Meherabad, una piccola comunità vicino ad Ahmednagar, a nordest di Pune. In questo luogo il suo lavoro comprendeva una scuola gratuita che metteva al centro la spiritualità, un dispensario e un ospedale gratuiti con alloggio e pasti per i poveri. Non si faceva nessuna distinzione di casta e vivevano in un'atmosfera di fratellanza.
Il 10 luglio 1925, Meher Baba cominciò ad osservare silenzio, mantenendolo per tutta la sua vita. Comunicò inizialmente con un alfabetario, che abbandonò nel 1954 per comunicare con un sistema di gesti unico nel suo genere. Con i suoi mandali (discepoli), trascorse lunghi periodi in isolamento, durante i quali rimaneva spesso a digiuno. Viaggiò molto, tenne incontri pubblici e svolse lavoro di servizio ai poveri, ai lebbrosi e ai malati di mente.
Negli anni trenta, Meher Baba viaggiò in diverse parti del mondo e si recò negli Stati Uniti, in Inghilterra, Francia, Italia (Santa Margherita, Portofino, Assisi, Firenze, Venezia, Roma), Svizzera e Spagna. Visitò anche l'Egitto e la Cina e in seguito l'Australia. Negli anni quaranta Meher Baba cominciò a dedicare sempre più tempo a contattare e servire personalmente coloro che lui chiamò «mast», persone che perdono contatto con il mondo a causa della loro esperienza spirituale interiore. Per questo lavoro viaggiò da un capo all'altro del subcontinente indiano.
Nel 1949 iniziò una fase a cui diede il nome di «Vita Nuova», durante la quale, con pochi discepoli prescelti, viaggiò in incognito attraverso l'India. Il 10 febbraio 1954, Meher Baba dichiarò di essere l'Avatar (incarnazione di Dio) di quest'epoca. Rimase ferito in due incidenti automobilistici, uno negli Stati Uniti nel 1952 e uno in India nel 1956. Trascorse gli ultimi anni della sua vita a Meherazad, in ritiro quasi completo, interrotto solo raramente da programmi pubblici (darshan) come il "Raduno Est-Ovest" del 1962 e il Darshan di Pune nel 1965.
Meher Baba dettò una serie di discorsi sulla vita spirituale che sono stati pubblicati in un libro, il "Messaggio Universale" e un'opera sul tema della creazione «God speaks» (Dio parla).. La testimonianza di Meher Baba va ben oltre questi libri: «Il libro che farò leggere alla gente è il libro del cuore». La tomba (Samādhi) di Meher Baba a Meherabad è oggi luogo di pellegrinaggio e migliaia di persone provenienti da ogni parte del mondo vi si recano ogni anno per rendergli omaggio.

## Omaggi e riconoscimenti
Il chitarrista e compositore inglese Pete Townshend (componente dei The Who) trovò ispirazione nella figura e nelle opere di Meher Baba tanto da dedicargli una canzone (Baba O'Riley) e citarlo come fonte di ispirazione della rock opera "Tommy".
Una sua celebre frase, Don't Worry Be Happy, è stata la principale fonte di ispirazione per la composizione dell'omonima canzone di Bobby McFerrin.